# سارا کنینگ
سارا کنینگ (به انگلیسی: Sara Canning) (زادهٔ ۱۴ ژوئیه ۱۹۸۷) یک بازیگر تلویزیونی کانادایی است.
بیشتر شهرت و محبوبیت او به دلیل بازی در سریال خاطرات خون آشام است.

## زندگی شخصی
کنینگ در سال ۱۹۸۷ در نیوفاندلند، کانادا دیده به جهان گشود، او فرزند وین و داف کنینگ است، او در آلبرتا رشد یافت. او اکنون در ونکوور کانادا زندگی می‌کند.

## زندگی هنری
او فعالیت خود را در زمینهٔ بازیگری از ۲۰۰۸ آغاز کرده‌است.
او بیشتر به دلیل بازی در نقش جنا سامرز در سریال آمریکایی خاطرات خون‌آشام مشهور شد
از دیگر نقش‌های درخشندهٔ او بازی در فیلم تاریخی و برگزیدهٔ زمین سیاه است.

## فیلم‌گرافی و تلویزیون
| سال       | فیلم                                | نقش         | یادداشت                                                 |
| --------- | ----------------------------------- | ----------- | ------------------------------------------------------- |
| ۲۰۰۸      | پرنسس پاپارازی: داستان هیلتون پاریس | نیکی هیلتون | فیلم تلویزیونی                                          |
| ۲۰۰۸      | اسمالویل                            | فروشنده     | مجموعه تلویزیونی؛ ایفای نقش در اپیزود "ادیسه"           |
| ۲۰۰۸      | گلوله سریع ۳: لیگ جانیور            | هوپ         |                                                         |
| ۲۰۰۹      | باران سیاه                          | دروتی       | فیلم تلویزیونی                                          |
| ۲۰۰۹      | گرفته‌شده در روشنی روز               | آن اسلوتی   | فیلم تلویزیونی                                          |
| ۲۰۰۹      | کایل ایکس‌وای                        | رِدهِد        | مجموعه تلویزیونی؛ ایفای نقش در اپیزود "در کمپانی مردها" |
| ۲۰۰۹      | بیا در عروسی من برقص                | آندرا مری‌من | فیلم تلویزیونی                                          |
| ۲۰۰۹      | زمین سیاه                           | مگی مک‌گرکور | فیلم                                                    |
| ۲۰۰۹      | خاطرات خون‌آشام                      | جنا سامرز   | مجموعه تلویزیونی                                        |
| 2012      | سریال سوپرنچرال                     | لیدیا       | 1 قسمت since girls                                      |
| ۲۰۱۲–۲۰۱۳ | دوران کهن: دنیای جدید               | دیلان       | نقش اصلی                                                |
| ۲۰۱۴      | جهنم متحرک                          | شارلوت رویس | ۳ قسمت                                                  |
| ۲۰۱۷      | جنگ برای سیاره میمون‌ها              | لیک         | فیلم تلویزیونی                                          |
| ۲۰۱۷–۲۰۱۸ | مجموعه حوادث ناگوار                 | ژاکلین      | نقش دوره ای                                             |
| ۲۰۱۹      | نانسی درو                           | کاترین درو  | نقش دوره ای                                             |
| ۲۰۱۹      | فیلم موزهای قاچ شده                 | ربکا        | فیلم تلویزیونی                                          |